# 固店镇
固店镇，是中华人民共和国河北省保定市望都县下辖的一个乡镇级行政单位。

## 行政区划
固店镇下辖以下地区：
固店村、赤灰村、南罡子村、北罡子村、二十里铺村、邱庄村、北合村、南合营村、于合营村、南阳村、北阳村、许庄村、双庙村、井泉村、七里铺村和十五里铺村。